# Contea di Upshur (Virginia Occidentale)
La contea di Upshur ( in inglese Upshur County ) è una contea dello Stato della Virginia Occidentale, negli Stati Uniti. La popolazione al censimento del 2000 era di 23 404 abitanti. Il capoluogo di contea è Buckhannon.